# Lucio Corsi
Lucio Corsi (Grosseto, 1993. október 15. – ) olasz énekes, zeneszerző, a 2025-ös Sanremói Dalfesztivál második helyezettje. Ő képviselte Olaszországot a 2025-ös Eurovíziós Dalfesztiválon Bázelben, a Volevo essere un duro című dallal.

## Élet és karrier

### Gyermekkor
Lucio Corsi 1993-ban született Grossetóban, és a Vetulonia közelében található Val di Campóban, egy tanyán nőtt fel. Családja egy éttermet üzemeltet a közeli Macchiascandonában.
Édesanyja, Nicoletta Rabiti festőművész, míg édesapja, Marco különböző munkákat végzett, többek között a Rai operatőreként, kőművesként és bőrművesként dolgozott.
Corsi fiatalon kezdett dalokat komponálni. Elmondása szerint a zene iránti szenvedélye gyerekkorában alakult ki, miután megnézte The Blues Brothers című filmet a televízióban. 2011 óta rendszeresen fellépett szülővárosában, helyi rendezvényeken és köztereken. Kezdetben a Peter Gabriel-korszakbeli Genesis kísérletező stílusa hatott rá, ennek jegyében instrumentális progresszív rockdarabokat szerzett, majd fokozatosan a dalszerző-előadói műfaj felé fordult, olyan művészek inspirációjára, mint Flavio Giurato és Ivan Graziani.
2012-ben érettségizett a grossetói Guglielmo Marconi Természettudományi Líceumban.

### 2013–2016: Debütálás és az első EP-k
Az érettségit követően Corsi Milánóba költözött, hogy a zenei karrierjét építse. Először a Naviglio Pavese mentén lakott, majd a Via Ripamontin, végül Niguardában telepedett le.
2014. április 29-én megjelent debütáló EP-je, a Vetulonia Dakar, amely öt dalt tartalmazott. Június 7-én a MI AMI fesztiválon előadta Le api című számát, augusztus 17-én pedig a Festambiente záróestjén a Stadio előzenekaraként lépett fel. Ebben az időszakban ismerkedett meg Federico Dragognával, a Ministri együttes tagjával, akivel második EP-jét, az Altalena Boy-t készítette el, valamint ekkor találkozott Matteo Zanobinivel is, aki Brunori Sas munkatársaként a Picicca Dischi kiadóhoz vezette őt.
Corsi első nagylemeze, az Altalena Boy/Vetulonia Dakar, amely a két korábbi EP dalait egyesítette, 2015. január 16-án jelent meg a Picicca Dischi gondozásában, a Sony Music terjesztésében. Az album pozitív kritikákat kapott, különösen glam rockos hangzásvilágát és szürreális dalszövegeit méltatták.

### 2017–2018:Bestiario musicale
2017. január 27-én Corsi kiadta első stúdióalbumát, a Bestiario musicale-t a Picicca Dischi gondozásában. A mesei tematikájú konceptalbum nyolc dalt tartalmaz, amelyek mindegyike szülőföldje, Maremma egy-egy állatának van szentelve.
2017 folyamán Baustelle és Brunori Sas színházi turnéin lépett fel előzenekarként, ez idő alatt barátságot kötött Francesco Bianconival. Bianconival együtt a Gucci 2018-as Cruise kampányának modelljeként is kiválasztották, és 2017. május 29-én a firenzei Pitti-palota kifutóján vonult végig. Ősszel részt vett a Roman Rhapsody projektben is, amelyet Alessandro Michele kreatív igazgató és Mick Rock fotográfus vezetett. Ugyanebben az évben a Musicultura verseny huszonnyolcadik kiadásának nyolc döntőse közé került, ahol június 23-án az Altalena Boy című dalt adta elő a maceratai Arena Sferisterióban. Emellett a római MEI Special Millennials eseményen elnyerte a legjobb feltörekvő előadó díjat.
2018 októberében részt vett a When Mediterranean Meets the Gulf: Words and Notes című zenei eseményen Abu-Dzabiban és Kuvaitvárosban. A rendezvényen Margherita Vicario, Nicolò Carnesi, Dimartino és Fabrizio Cammarata társaságában lépett fel, az eseményt az Olasz Nagykövetség, valamint az Olasz Külügyminisztérium és a Nemzetközi Együttműködési Minisztérium támogatta.

### 2019–2023:Cosa faremo da grandi?ésLa gente che sogna
2019-ben Corsi szerződést kötött a Sugar Music kiadóval, és október 25-én kiadta új kislemezét, a Cosa faremo da grandi?-t, amely egyben második albumának címadó dala is lett. A második kislemez, a Freccia Bianca 2020. január 9-én jelent meg, míg az album, Cosa faremo da grandi? címmel, január 17-én látott napvilágot. A lemez producerei Francesco Bianconi és Antonio Cupertino voltak.
2020 végén Corsi állandó vendégként szerepelt a Nove csatorna L'assedio című televíziós műsorában, ahol zenekarával együtt lépett fel. 2021-ben részt vett a Premio Tenco zenei versenyen, és a fesztivál történetének egyik legfiatalabb versenyzője lett.
2023. április 21-én megjelent harmadik stúdióalbuma, a La gente che sogna, amelyet egy nyári turné követett. Június 17-én a Firenze Rocks fesztiválon a The Who előzenekaraként lépett fel. A nyári koncertek sikerét követően októberben elindította téli turnéját, amely Bresciában kezdődött, ahol fellépése mellett a Musica da Bere fesztivál azonos nevű díjával is kitüntették. Ugyanebben a hónapban a faenzai Meeting delle Etichette Indipendenti rendezvényen elnyerte az év független előadója díjat.

### 2024–:Volevo essere un duro, Sanremói Dalfesztivál és Eurovíziós Dalfesztivál
2024. november 13-án megjelent Corsi Tu sei il mattino című kislemeze, amely Carlo Verdone Vita da Carlo című televíziós sorozatának harmadik évadának egyik filmzenéje lett. Emellett vendégszereplőként is feltűnt a sorozatban, saját magát alakítva.
2024 decemberben bejelentették, hogy Volevo essere un duro című dalával indul a 2025-ös Sanremói Dalfesztiválon. 2025. február 15-én a második helyen végzett a versenyen. Miután a végső győztes, Olly visszautsította az eurovíziós szereplés lehetőségét, így ő képviselhette Olaszországot a 2025-ös Eurovíziós Dalfesztiválon Bázelben. A verseny május 17-én rendezett döntőjében az ötödik helyen végzett.
Negyedik stúdióalbuma, a Volevo essere un duro 2025. március 21-én jelent meg.

## Diszkográfia

### Albumok
| Cím                          | Album részletei                                       | Legmagasabb slágerlistás helyezés |
| ---------------------------- | ----------------------------------------------------- | --------------------------------- |
| Altalena Boy/Vetulonia Dakar | - Megjelent: 2015. január 16. - Kiadó: Picicca Dischi | –                                 |
| Bestiario musicale           | - Megjelent: 2017. január 27. - Kiadó: Picicca Dischi | 82                                |
| Cosa faremo da grandi?       | - Megjelent: 2020. január 17. - Kiadó: Sugar Music    | 23                                |
| La gente che sogna           | - Megjelent: 2023. április 21. - Kiadó: Sugar Music   | 37                                |
| Volevo essere un duro        | - Megjelent: 2025. március 21. - Kiadó: Sugar Music   |                                   |

### EP-k
| Cím             | EP részletei                                           |
| --------------- | ------------------------------------------------------ |
| Vetulonia Dakar | - Megjelent: 2014. április 29. - Kiadó: Picicca Dischi |
| Altalena Boy    | - Megjelent: 2015. január 16. - Kiadó: Picicca Dischi  |

### Kislemezek
| Cím                                       | Év   | Legmagasabb slágerlistás helyezés | Album                  |
| Cím                                       | Év   | ITA                               | Album                  |
| ----------------------------------------- | ---- | --------------------------------- | ---------------------- |
| Cosa faremo da grandi?                    | 2019 | 60                                | Cosa faremo da grandi? |
| Freccia Bianca                            | 2020 | —                                 | Cosa faremo da grandi? |
| Trieste                                   | 2020 | 85                                | Cosa faremo da grandi? |
| Astronave giradisco/La bocca della verità | 2023 | —                                 | La gente che sogna     |
| Magia nera/Orme                           | 2023 | —                                 | La gente che sogna     |
| Radio Mayday                              | 2023 | —                                 | La gente che sogna     |
| Tu sei il mattino                         | 2024 | 42                                | Volevo essere un duro  |
| Volevo essere un duro                     | 2025 | 4                                 | Volevo essere un duro  |

#### Közreműködő előadóként
| Cím                                                                       | Év   | Legmagasabb slágerlistás helyezés | Album              |
| Cím                                                                       | Év   | ITA                               | Album              |
| ------------------------------------------------------------------------- | ---- | --------------------------------- | ------------------ |
| Il cuore va nell'organico (Kahbum km. Margherita Vicario és Lucio Corsi)) | 2016 | —                                 | Kahbum: Stagione 1 |